# Castillo de Chivert

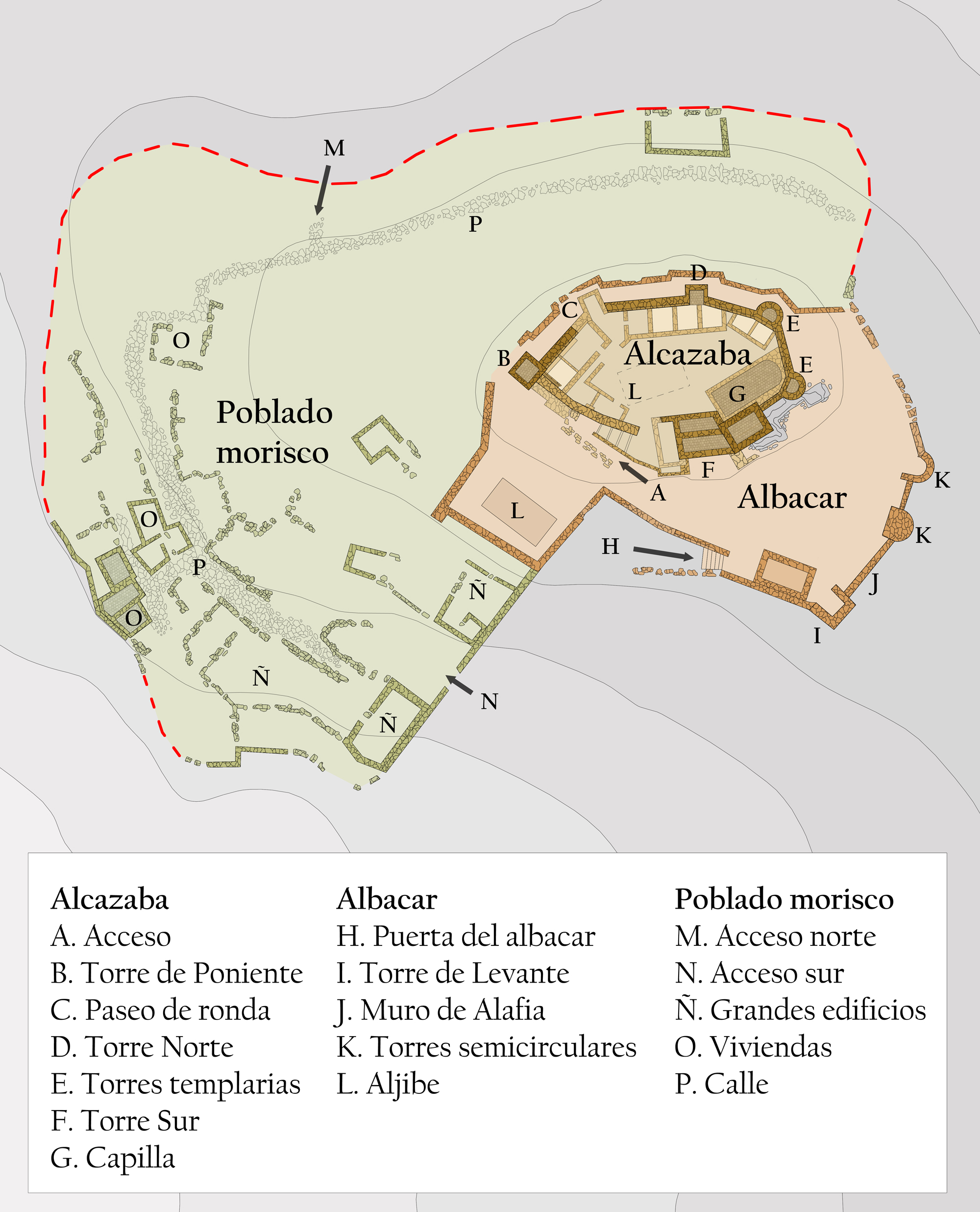
Plano del castillo

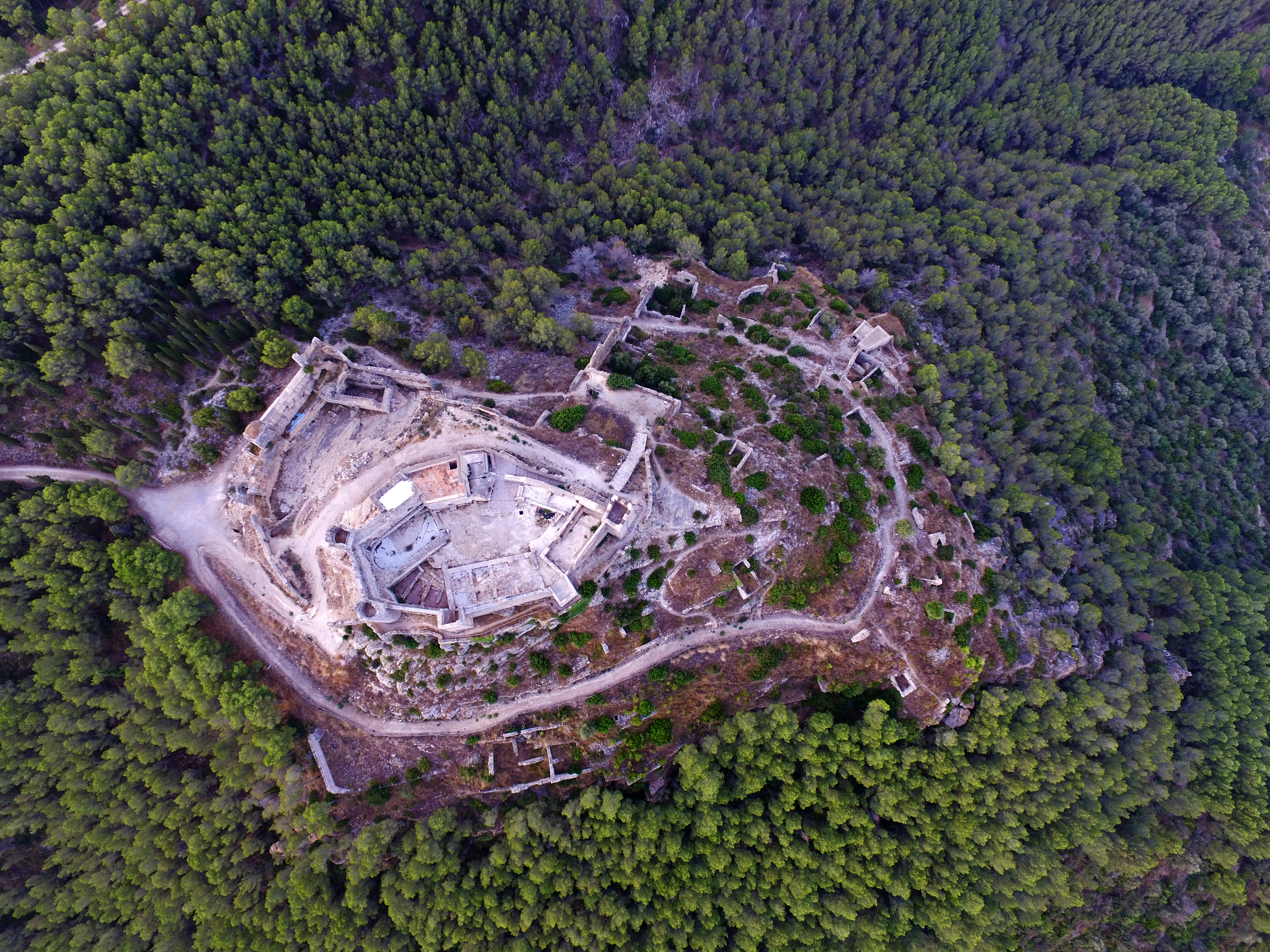
Vista aérea

El castillo de Chivert, situado en el término municipal de Alcalá de Chivert (Provincia de Castellón, España), es una fortificación islámica de los siglos X y XI ampliamente reformada posteriormente durante el siglo XIII. Los elementos arquitectónicos que se observan en la actualidad ocupan una extensión de 8000 m² en la cima y ladera de la montaña de Xivert, en las estribaciones del macizo de la Sierra de Irta.
Diversas excavaciones arqueológicas realizadas en el lugar han puesto de manifiesto la presencia de un poblado de la edad de Bronce. Durante estas se recuperaron del yacimiento numerosas cerámicas con decoración incisa correspondientes a un enterramiento colectivo del tipo campos de urnas.
La ocupación musulmana del emplazamiento destruyó gran parte de las estructuras anteriores con la construcción de una fuerte alcazaba y una villa fortificada (ḥiṣn) que controlaba la extensa llanura situada a sus pies. Se conservan en la actualidad parte de la alcazaba, enmascarada tras las reformas posteriores, la muralla del albacar y el aljibe.
El ḥiṣn de Xivert fue conquistado por la Orden del Temple en 1234. Gracias a las condiciones del pacto de rendición la población allí establecida mantuvo sus costumbres y religión pero tuvo que trasladar su caserío a la ladera occidental del castillo formando una aljama o morería fortificada. Los templarios remodelaron el original castillo añadiendo entre otros elementos dos grandes torres circulares situadas en el muro oriental de la alcazaba, una iglesia y un aljibe.
Tras la desaparición de la Orden del Temple el castillo y su aljama pasaron a depender de la Orden de Montesa. Durante el siglo XVI la fortaleza perdió toda su importancia militar al tiempo que la aljama fue ganando población hasta la consecución del título de villa en 1580.
Los habitantes de Xivert, conversos al cristianismo y plenamente integrados en la cultura cristiana fueron expulsados en 1609 por orden de Felipe III junto al resto de moriscos de España. Con ellos tanto la fortificación como el poblado cayeron en el abandono y la ruina hasta los procesos de recuperación arqueológica llevados a cabo durante el siglo XXI.

## Localización

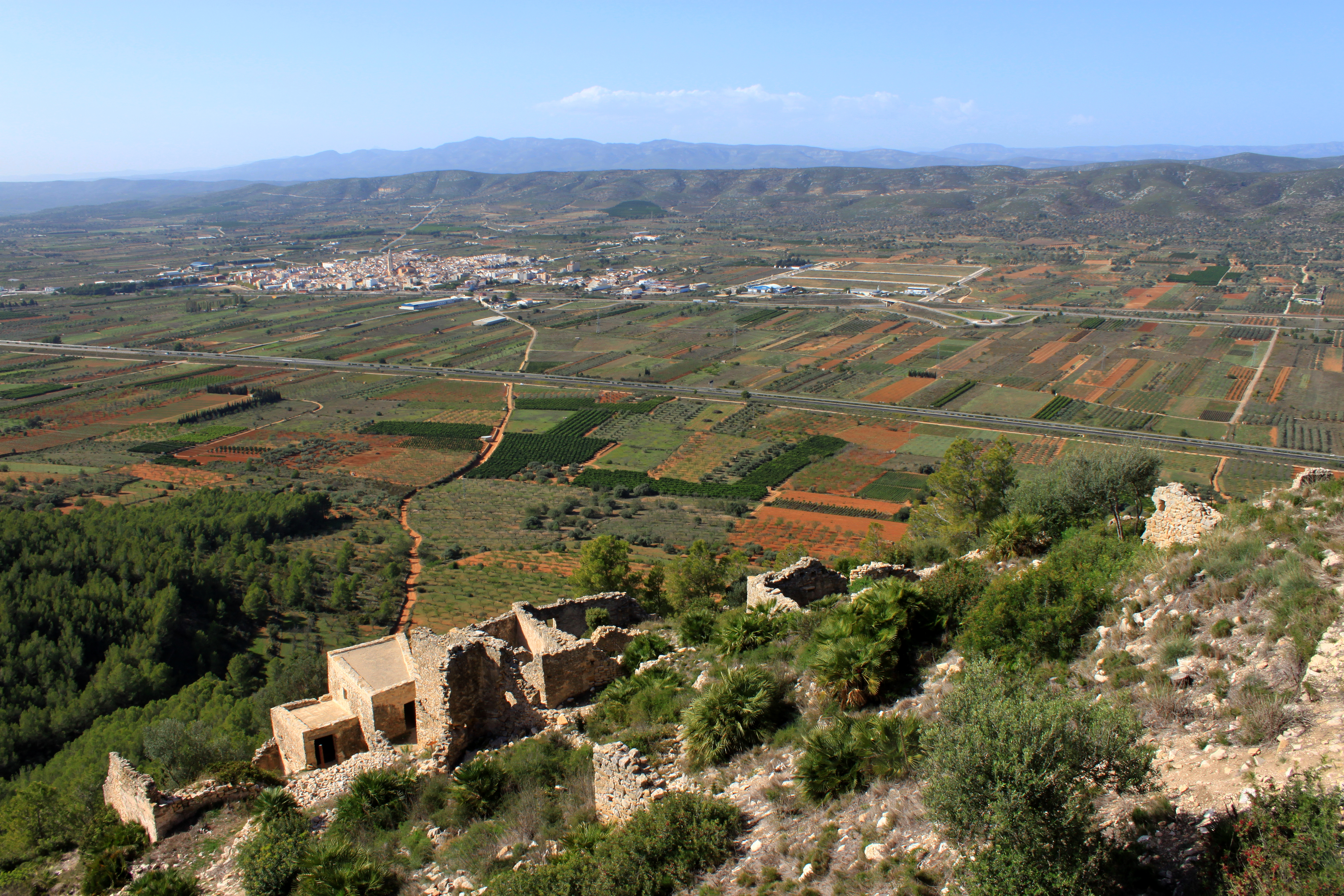
Vista del poblado morisco y la llanura que se abre a los pies del castillo. Al fondo aparece la población de Alcalá de Chivert

La fortificación y villa se encuentran emplazadas en las estribaciones de la sierra de Irta en la cima de la montaña de Xivert, uno de los montes que pertenecen a la rama de l'Atmelet y a 5 kilómetros de la población de Alcalá de Chivert. Su situación a 370 metros sobre el nivel del mar permitía el control de la llanura agrícola que se abre en la ladera sudoeste del macizo y los caminos que conducían a Santa Magdalena de Pulpis y Peñíscola aunque no permitía la comunicación visual con el mar Mediterráneo debido a que los montes situados al este superan los 500 metros de altura.
Debido a las particulares condiciones de su ubicación, fácilmente defendible y situado en un entorno muy fértil la plataforma que ocupa el castillo ha venido siendo utilizada para el asentamiento humano al menos, desde el siglo XIV–XIII a. C. hasta principios del siglo XVII.

## El poblado de la Edad de Bronce
Según han puesto de manifiesto algunas excavaciones arqueológicas recientes el original poblado de la Edad de Bronce se localizaba en la zona amesetada que hoy ocupa la alcazaba medieval aunque su extensión total se desconoce. Fueron localizados varios hogares superpuestos pertenecientes a varios momentos de ocupación y multitud de restos cerámicos que abarcaban hasta época ibera.
Bajo la actual plataforma del albacar, que también había sido la localización de la medina musulmana, se localizó un lugar de enterramiento del tipo campos de urnas directamente sobre los niveles de la Edad de Bronce. Los vasos cerámicos con decoración incisa recuperados, en cuyo interior se depositaban las cenizas de los difuntos, pertenecían a dos lotes con diferente cronología. Por una parte aparecieron recipientes con forma de cuenco de boca ancha con un corto cuello cilíndrico y decoración acanalada parecen pertenecer al siglo X a. C., por otra parte los recipientes poco profundos de perfil troncocónico recuperados fueron fechados en los siglos VIII y VII a. C.

## Elḥiṣnde Xivert

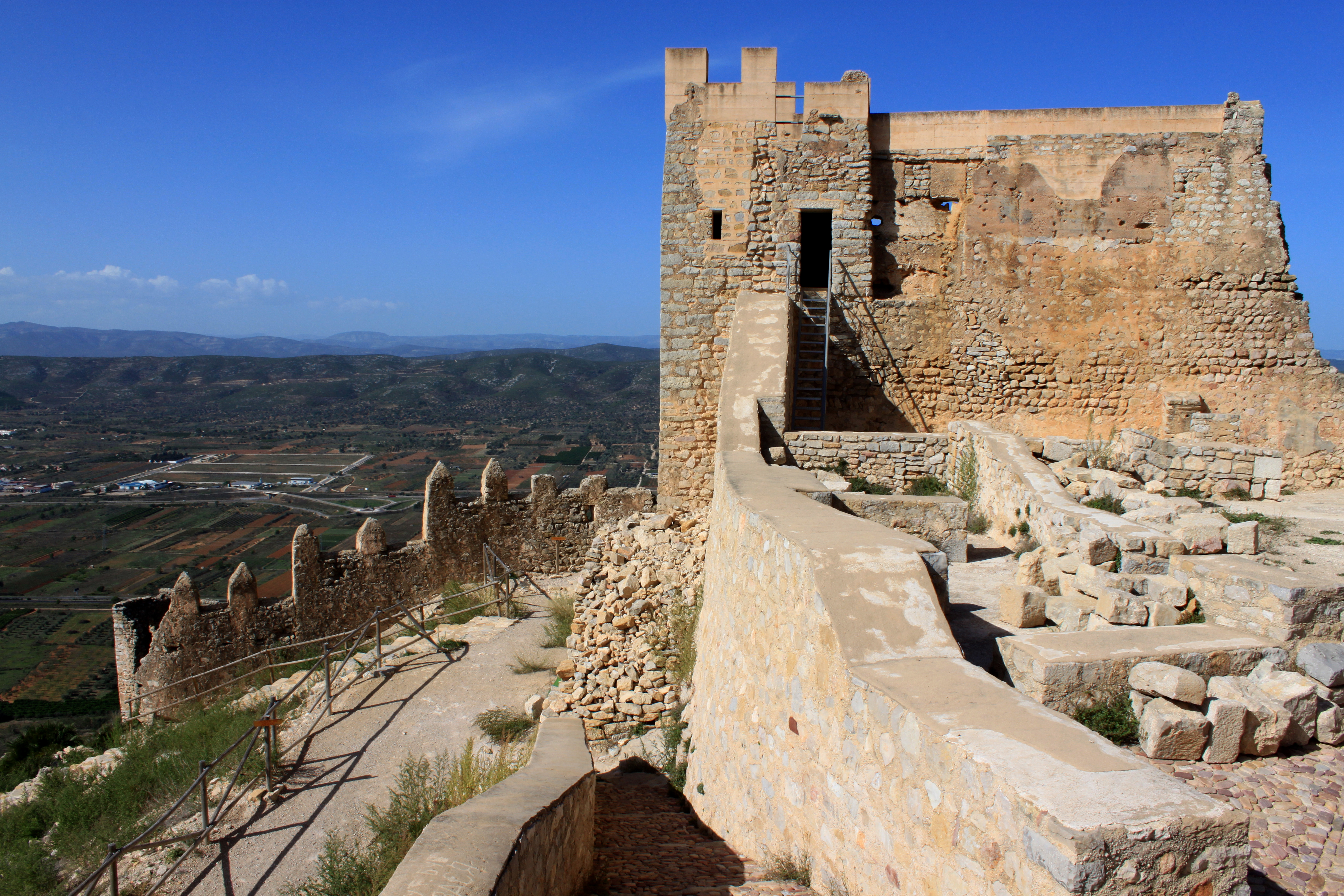
Torre de Poniente y parte de la muralla norte

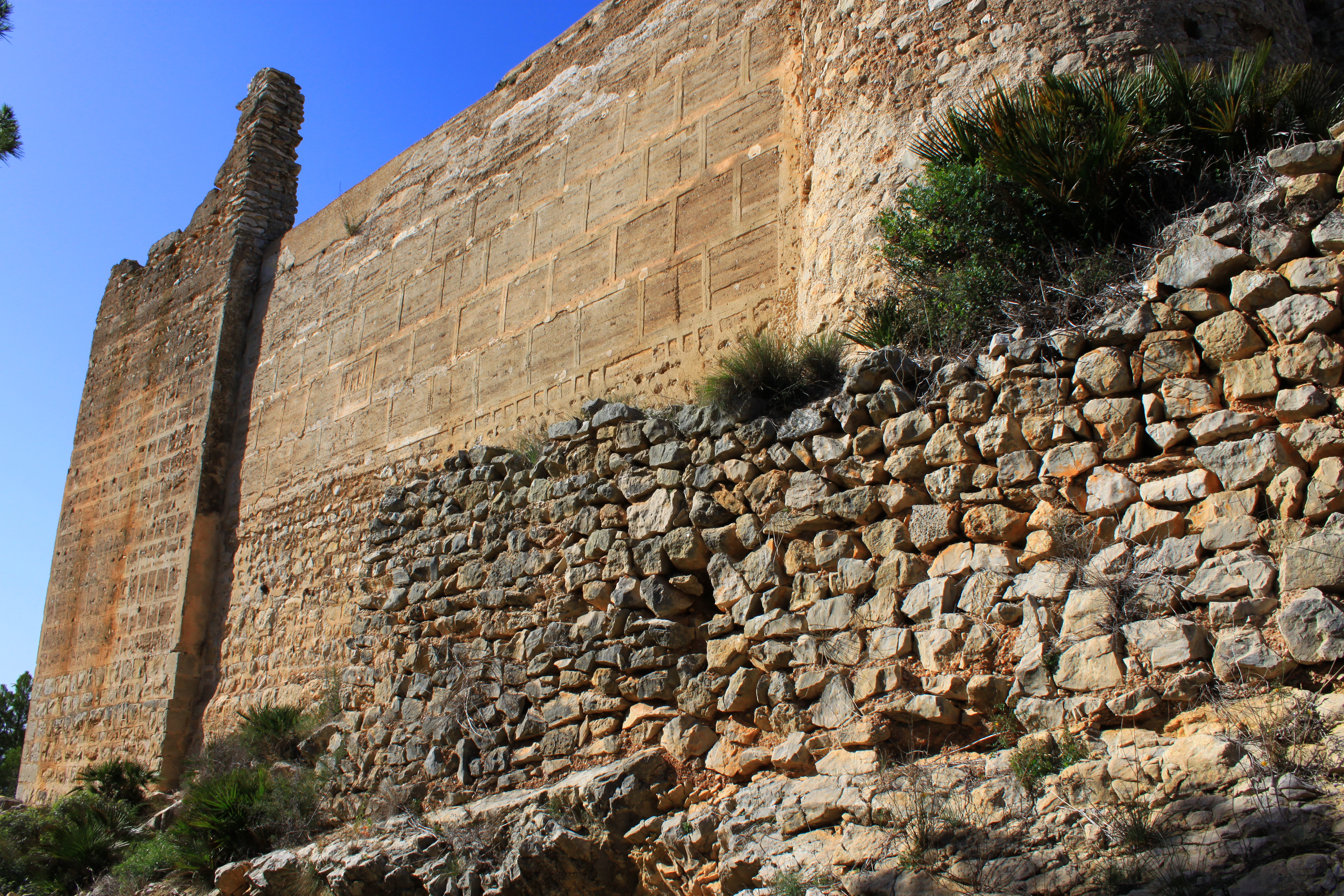
Torre de Poniente y muralla del albacar desde el exterior. Obsérvese la decoración imitando sillería en la mitad superior de la estructura

Los elementos arquitectónicos visibles en la actualidad se corresponden sin embargo con la fortificación medieval y se desconoce si hubo presencia humana en el lugar con anterioridad al siglo XI d. C. debido a que durante la construcción de la alcazaba se rebajó el terreno destruyendo los posibles restos de edificios anteriores que existieran. El ḥiṣn califal de Xivert, posteriormente modificado por los almohades, formaría parte de una extensa red de fortificaciones que jalonaban la costa levantina y que ejercería funciones de articulación de numerosas alquerías de los alrededores. La fortificación musulmana estaría formada por una alcazaba y un poblado fortificado. La alcazaba ocupaba el mismo espacio que la observable en la actualidad aunque la reforma del siglo XIII ha enmascarado casi por completo su trama. Se mantienen de época islámica la Torre de Poniente, la Torre Sur, el muro sur del albacar y el aljibe.

La torre de Poniente está construida en tapial y antes de su restauración se conservaba hasta los 10 metros de altura. Posee dos estancias interiores, la inferior que pudo cumplir funciones de silo y la superior destinada a la guardia. Frente a la torre de Poniente se encuentra la torre Sur, la de mayor volumen de la fortificación. Esta torre construida en época andalusí, fue posteriormente remodelada y controlaba la entrada a la alcazaba.

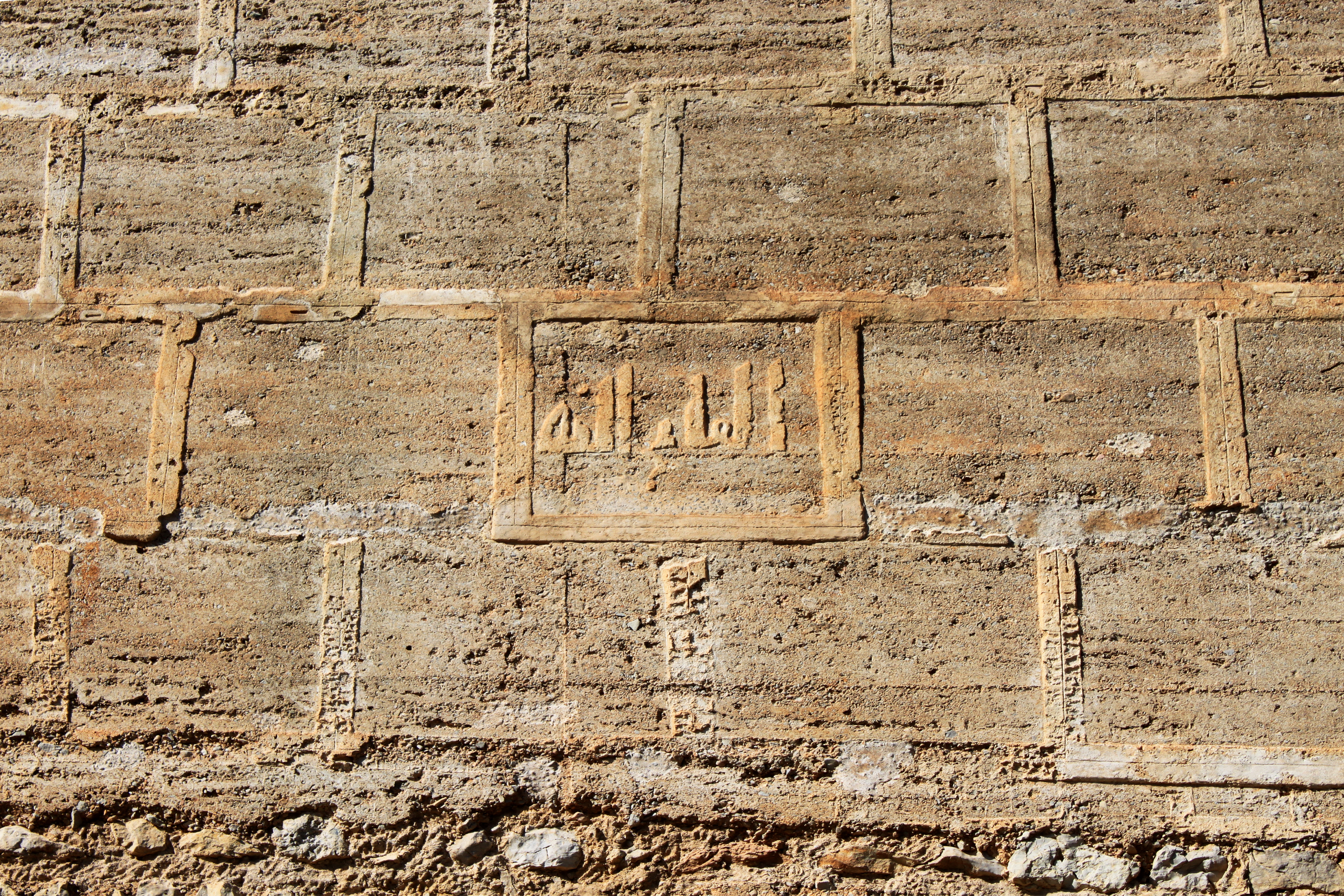
Inscripción árabe en la muralla del albacar donde puede leerse el que concede la victoria es Dios (al-fatih Allah)

 Tiene planta trapezoidal y dos estancias interiores en la planta baja separadas por un gran arco apuntado. Toda la estructura fue restaurada en fechas recientes y se le añadió un terrado para consolidar sus muros e impedir la filtración de aguas. Tras las reformas la altura de la torre quedó en algo más 8,5 metros.
La muralla que cierra al sur el albacar es también de época islámica y en ella se encuentra la torre de Levante, el muro de Alafia y dos torres semicirculares. El muro de Alafia tiene 12,45 metros de longitud y hasta 9,8 metros de altura. Se identifican en él varios momentos constructivos, una base de mampostería muy irregular y de escasa altura que se sitúa directamente sobre la roca, sobre ella una segunda fase realizada en mampostería encajonada, retrancada 15 centímetros respecto a la inferior y con 2,9 metros de altura y un parámetro de tapial calicostrado con decoración que imita sillería. Es este último parámetro se encuentra una inscripción en árabe, probablemente del siglo XII, donde se lee al-fatih Allah (el que concede la victoria es Dios).

## Elcastrumde Xivert

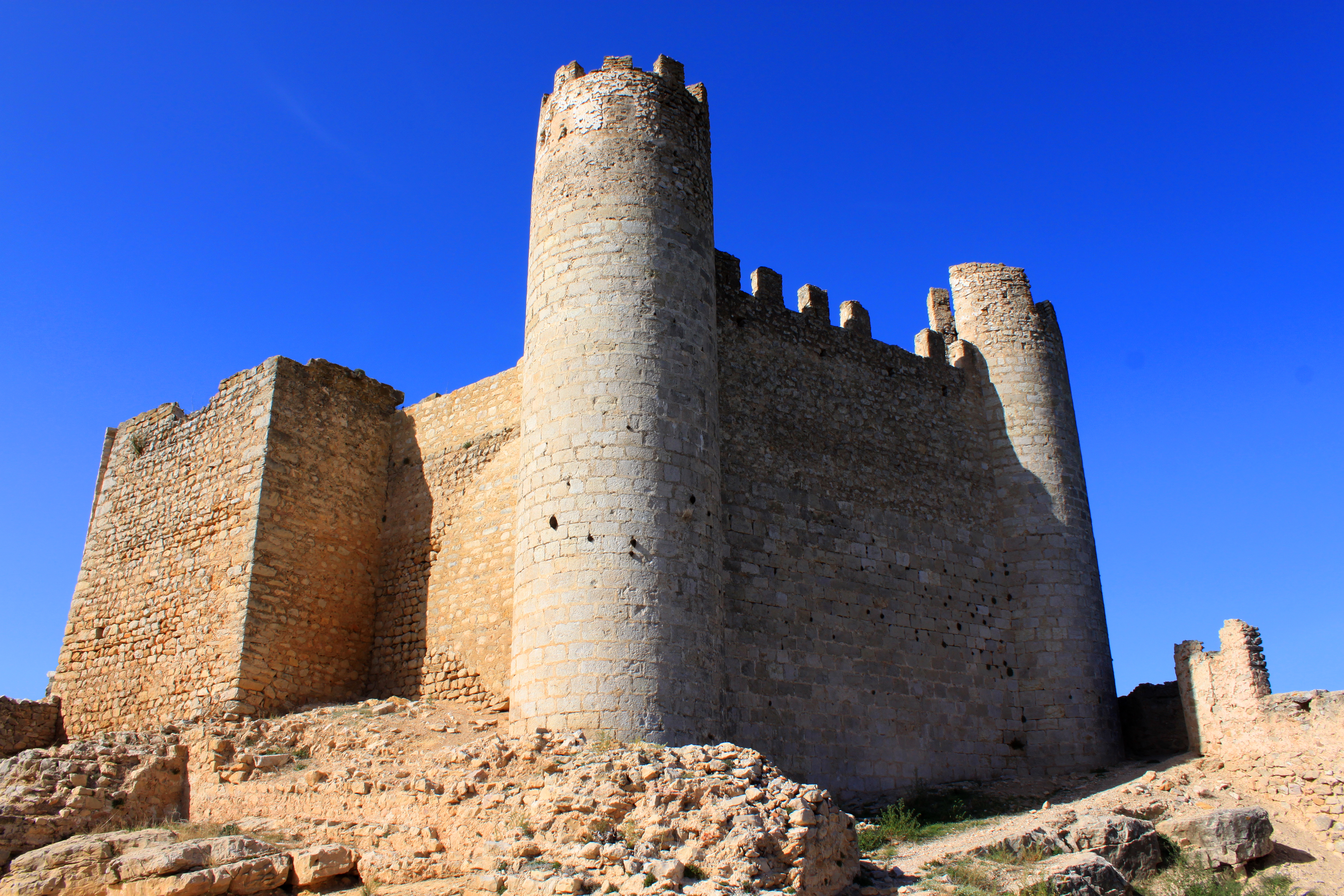
Torres templarias de la alcazaba. A sus pies aparece el basamento y junto a la torre norte se observa el camino de ronda

Entrado el siglo XII el avance de la Corona de Aragón sobre los territorios del Reino de Valencia convirtió Xivert, que hasta entonces había cumplido funciones administrativas, en plaza fronteriza. En 1169 sin haber tomado aún posesión de la fortaleza el rey aragonés Alfonso II la cedió a los caballeros de la Orden del Temple junto al castillo de Oropesa. Sin embargo en 1225, aun sin haberse conquistado el castillo, el rey Jaime II lo cedió a Rodrigo Ximén de Llusia, noble que había destacado en el infructuoso sitio de Peñíscola. Hubo de rectificar el rey de Aragón y el 22 de julio de 1233 confirmó la cesión que había realizado su abuelo. De este modo el 28 de abril de 1234 los caballeros templarios tomaron posesión de la fortaleza en nombre del rey de Aragón tras firmar una rendición pacífica con sus pobladores y concederles carta puebla. Según los términos establecidos en la rendición se permitió la permanencia de los musulmanes en la ciudad (denominada arravalum o arrabal) mientras la orden militar ocupaba el castrum (castillo) y el albacarum (albacara).
Los monjes-guerreros del Temple emprendieron en los años posteriores a la toma de Xivert la remodelación de la alcazaba para convertirla en sede de su encomienda.

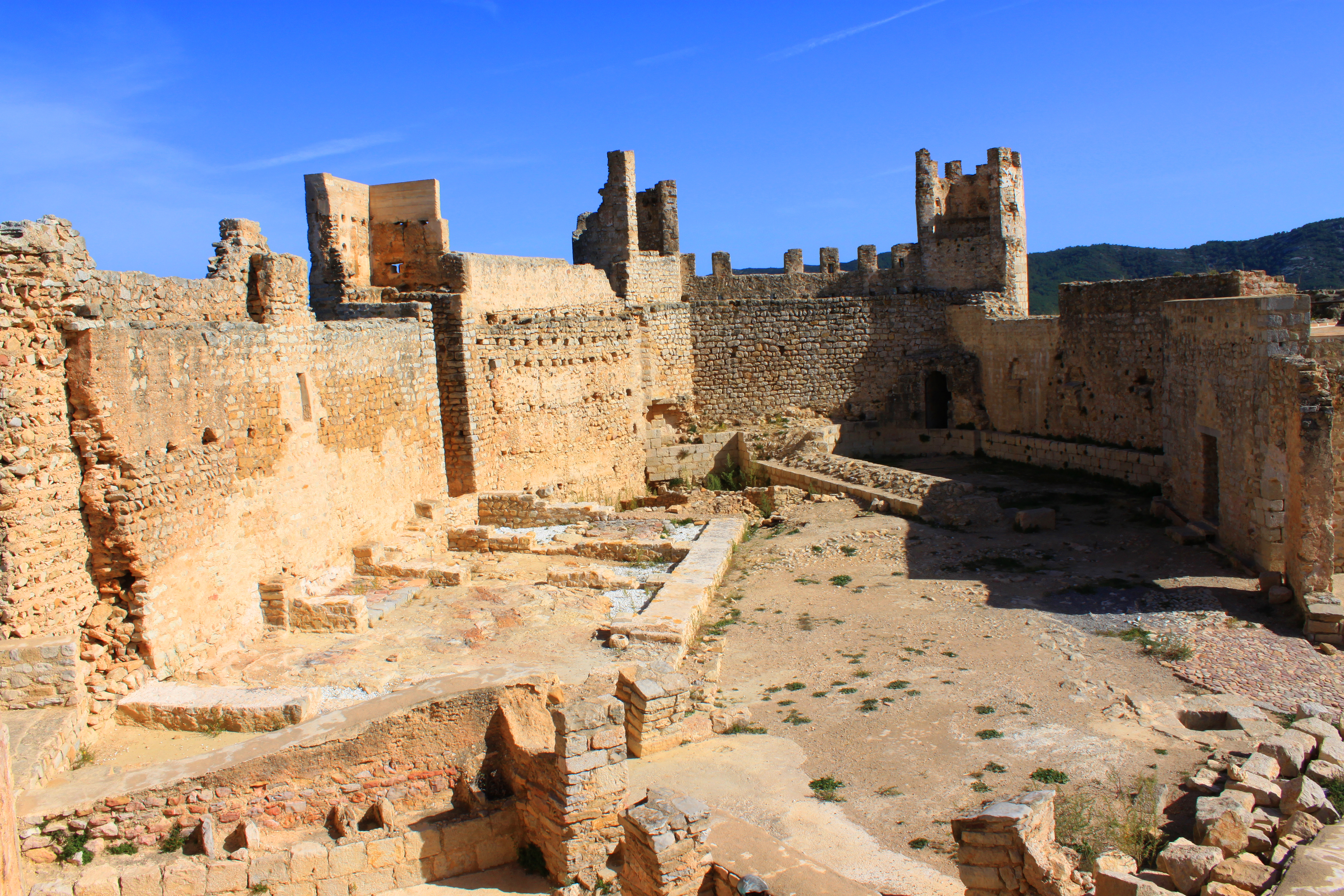
Interior de la alcazaba. Al fondo aparecen las dos torres templarias. Bajo la torre de la derecha se observa la planta de la iglesia y la puerta de la sacristía. A la izquierda de la iglesia están los restos de otras dependencias de la alcazaba

 Entre las principales obras realizadas destaca la construcción de dos grandes torres circulares y una nueva muralla en el sector noreste del castillo y la remodelación de la entrada principal al oeste. 

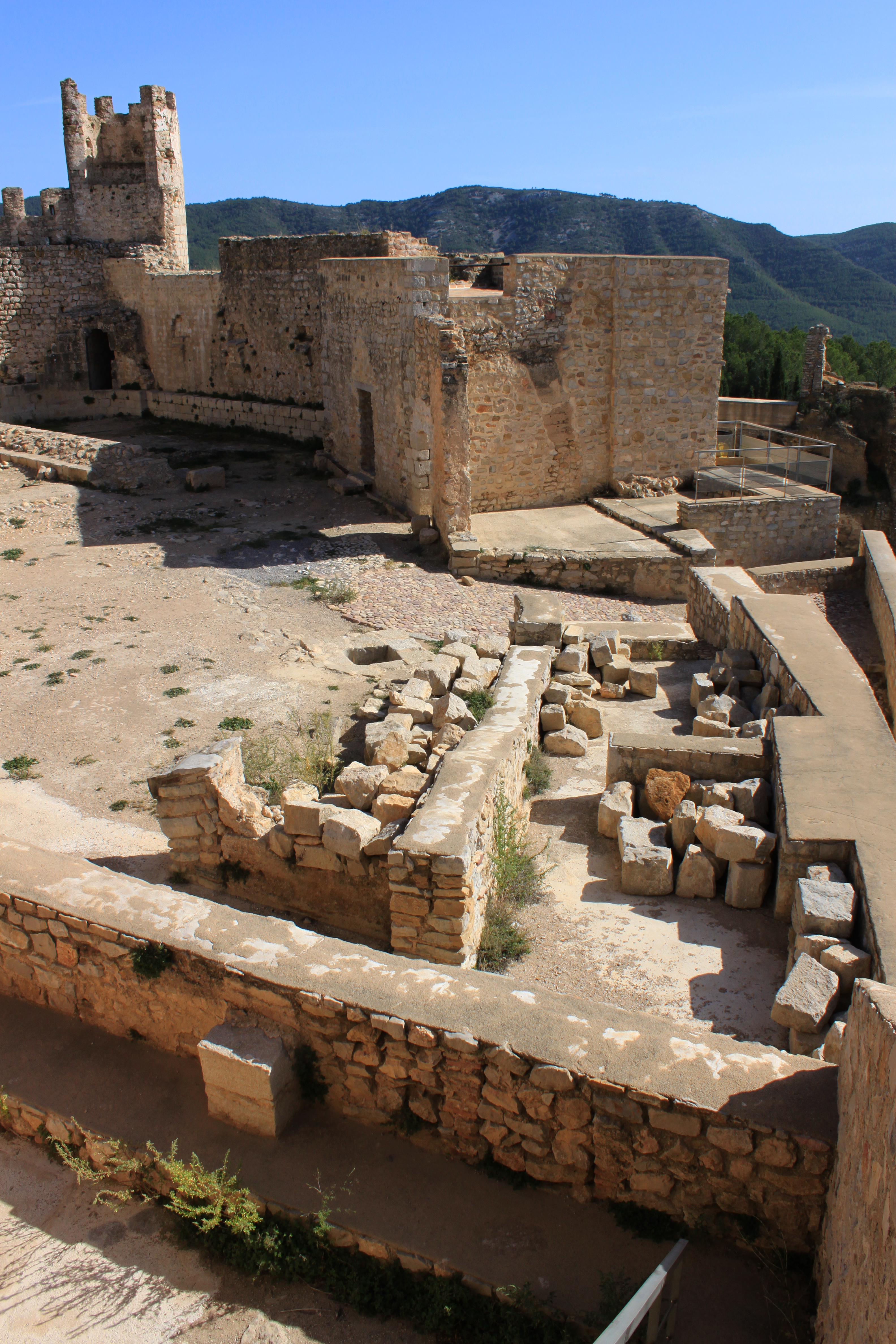
Acceso acodado a la alcazaba. Se observa el empedrado original y el final de la segunda rampa. Junto a ella se observa la planta del cuerpo de guardia y la torre Sur

Las dos grandes torres y el muro que las separa fueron edificados en dos fases. En la primera de ellas se emplearon materiales de gran calidad, con sillares bien labrados donde aún hoy se aprecian las marcas de cantero. Las torres alcanzaron en esta etapa hasta 10 metros de altura y el muro poco más de 5 metros. La segunda fase se corresponde con el traslado de la encomienda de la Orden del Temple al castillo de Peñíscola, la consiguiente pérdida de importancia de Xivert para la orden tuvo como repercusión el uso de materiales de peor calidad en la construcción de la alcazaba. De este modo el remate de las torres y murallas, que fueron elevadas hasta poco más de 12 metros las primeras y algo menos de 10 la muralla, se realizó con mampostería. Adosadas al interior de la muralla existían varias edificaciones relacionadas con la vida en el interior del castillo, dormitorios, cocina y establo. Poco se conserva de estas edificaciones salvo la planta de una iglesia junto a la torre sur, en cuya estancia inferior se situaba la sacristía. Como parte de los términos de entrega del castillo los caballeros templarios construyeron un aljibe para su consumo en el interior de la alcazaba y situado junto a la entrada entre las torres de poniente y sur con unas medidas de 11x5 metros aproximadamente y orientación norte sur.
También parece ser construcción del siglo XIII la entrada en acodo a la alcazaba por el oeste ya que corta estructuras andalusíes de acceso previas y se integra con el aljibe. Esta entrada consta de dos rampas empedradas con un cuerpo de guardia entre ambas. El cuerpo de guardia parece ser una torre de la primitiva fortaleza musulmana reconvertida para un nuevo uso. Tiene planta cuadrada con 4 metros de lado y se desconoce su altura total al igual que la de todas las estructuras del lado oeste de la alcazaba.

## La aljama de Xivert

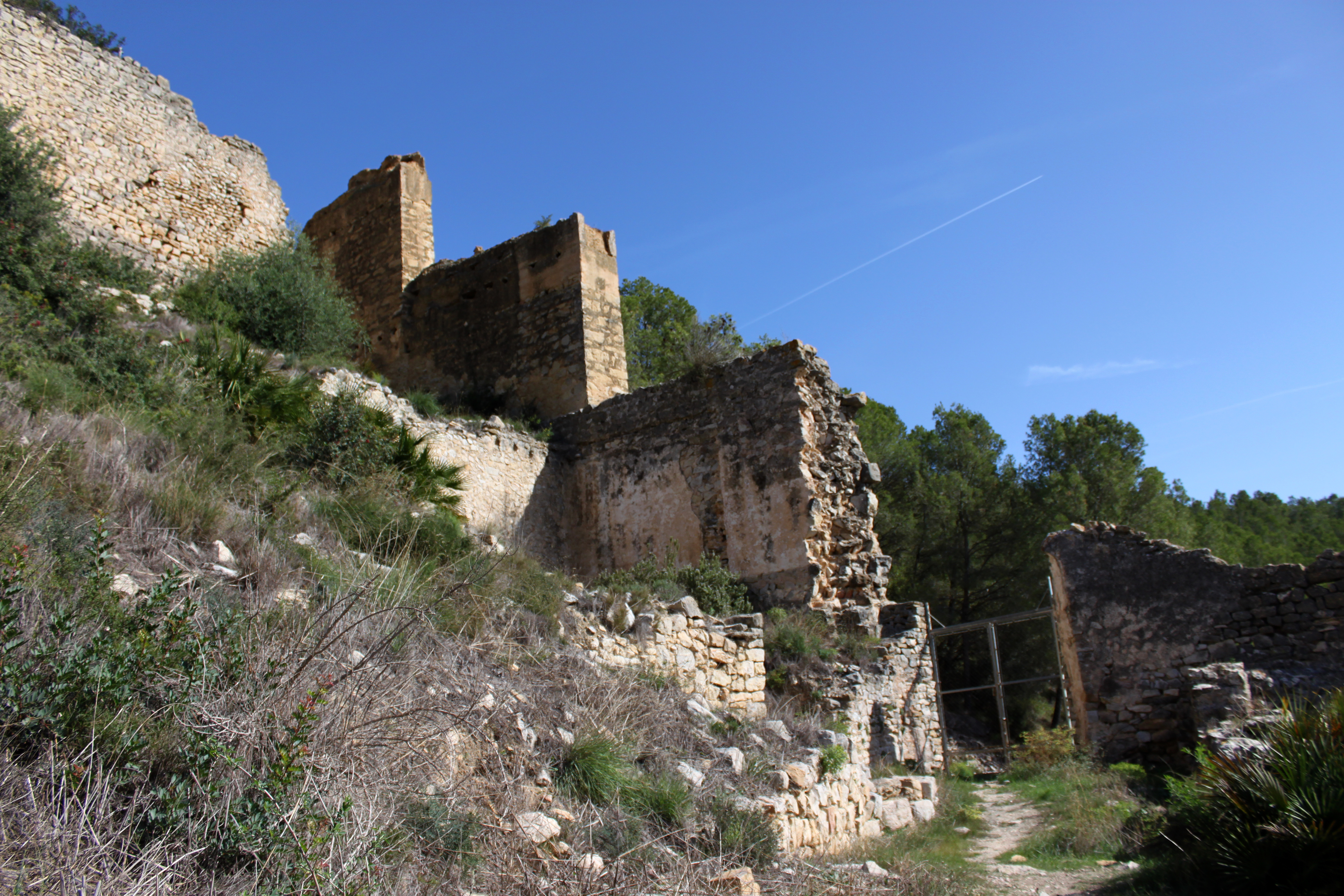
Muralla y acceso a la aljama. Desde este acceso partía el vial que recorre todo el poblado

Hasta la llegada de los templarios la población de Xivert había venido residiendo en la cima de la montaña junto a la alcazaba. La muralla que aún se conserva protegía tanto las viviendas como el aljibe y la mezquita situada junto a él.
La rendición a los caballeros cristianos obligó a los habitantes de la medina a trasladarse a la ladera occidental para dejar libre el espacio que ocupaban antes para la construcción del albacar, un terreno despejado donde podrían residir temporalmente las tropas o guarecerse la población.
En el arrabal (aljama o morería) recién formado los moriscos pudieron mantener sus costumbres, lengua y culto, dedicándose principalmente al cultivo de algarroba. En 1319 tras la caída en desgracia de la Orden del Temple gran parte de sus bienes en la región pasaron a depender de la Orden de Montesa, entre ellas el castillo y aljama de Xivert. No existen datos demográficos de la aljama de Xivert hasta 1320 cuando se lista una población de 300 habitantes con motivo de la llegada de los caballeros de Montesa. En 1421 cuando se elabora una lista de los mudéjares que pagan los impuestos del morabatí la población residente se sitúa en unos 140 habitantes y el castillo ya no se hallaba ocupado. 

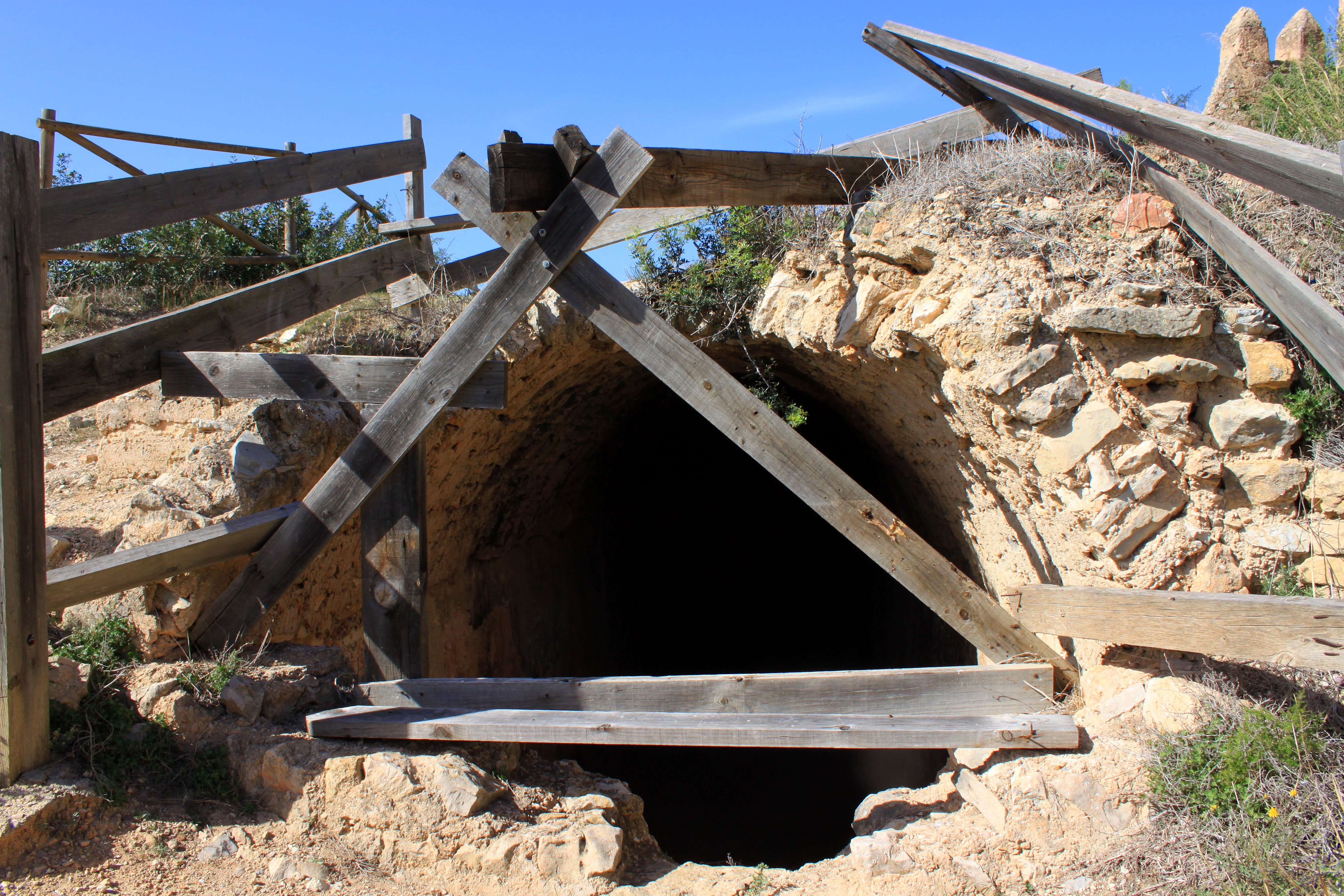
Aljibe situado en el albacar y que tras el traslado de la población morisca siguió sirviendo para el abastecimiento de la población

Durante el trascurso de la guerra de las Germanías, el 29 de junio de 1521, las tropas dirigidas por el general Miguel de Estellés saquearon y quemaron el castillo, la mezquita y la aljama, consiguiendo un gran botín. En la década de 1570 la población de Xivert aumentó hasta más de 200 habitantes debido fundamentalmente a la llegada de moriscos de otras poblaciones cercanas. Así en 1580 Pedro Luis Garcerán de Borja último maestre de la Orden de Montesa otorgó el título de villa a la población, tal era la importancia que había tomado. 

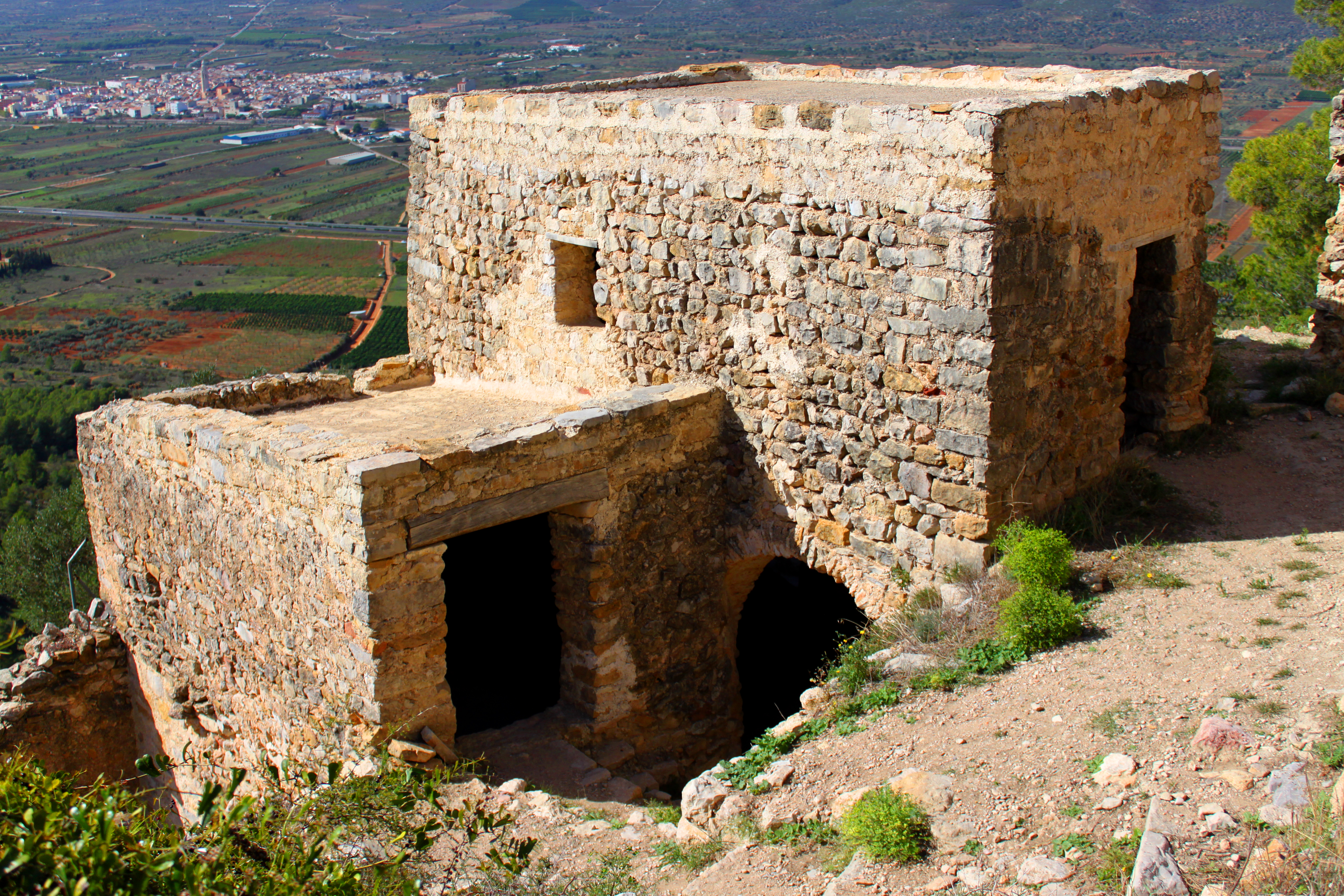
Viviendas reconstruidas en la aljama

En 1596 surgieron diferentes pleitos entre las comunidades de Xivert y la vecina Alcalá debido a los privilegios que según los cristianos viejos de la segunda población se habían dado a los moriscos. Según el testimonio del síndico de Xivert en 1596 la población de la aljama se hallaba completamente integrada en los usos y costumbres exigidos y hacía tiempo que habían adoptado la religión cristiana y abandonado su lengua. Argumentaba también que ningún vecino de la población había sufrido procesos por parte de la Inquisición. Sin embargo nada de esto impidió que la totalidad de los habitantes de la villa fueran deportados al norte de África tras la firma de su expulsión el 22 de septiembre de 1609 junto a otros 150.000 moriscos del Reino de Valencia.
Aunque la aljama fue repoblada con cristianos en los años siguientes las familias establecidas abandonaron definitivamente la villa apenas unas décadas después. La destrucción del emplazamiento, incluyendo la fortaleza, fue aumentando en los años siguientes y ya en 1677 todo el lugar aparecía en ruinas. En la actualidad la aljama de Xivert conserva gran parte de su trama urbana correspondiente a la medina del siglo XVII. Las excavaciones arqueológicas llevadas a cabo en el lugar han puesto de manifiesto la importancia del lugar al tiempo que han permitido restaurar dos viviendas, trazar el recorrido de alguna de sus calles y consolidar la muralla.